# Если бы весь мир был моим
«Если бы весь мир был моим» (англ. Were the World Mine) — американский фильм-мюзикл 2008 года режиссёра Томаса Густафсона о неразделённой любви и нетерпимости по отношению к гомосексуалам.

## Сюжет
Романтичный и смелый американский парень Тимоти, учащийся колледжа, влюбляется в самого крутого одноклассника — сердцееда и капитана команды регби Джонатана. Учитель литературы мисс Тэббит решает задействовать обоих парней в своей постановке пьесы Шекспира «Сон в летнюю ночь» в школьном театре. Она задумывает поставить пьесу так, как их ставили во времена Уильяма Шекспира. Тогда актёрами были только мужчины, и женские роли исполняли тоже мужчины. Во время изучения текста пьесы, Тимоти раскрывает рецепт любовного сока Купидона. Используя эту формулу, он создаёт волшебный цветок, нектар которого обладает магической силой. Любой, кому в глаза попадёт сок этого растения, сразу же влюбляется в того, чьё лицо увидит первым.
В процессе постановки пьесы с помощью этого цветка Тимоти добивается любви натурала Джонатана. А затем вместе они обращают в геев и лесбиянок жителей города. Парни счастливы, но счастье это иллюзорно, ведь Тимоти оно досталось с помощью волшебных чар. Нельзя вечно жить в сказке. Рано или поздно приходится возвращаться в реальный мир. По просьбе мисс Тэббит он вернул всё обратно на свои места.
Джонатан, на которого больше не действует магия цветка, внезапно появляется и целует Тимоти. Но на этот раз любовь настоящая.
В финале мисс Тэббит, которая, похоже, каким-то магическим образом управляла всей этой историей, спрашивает у зрителя: «Кто следующий?».

## В ролях
- Тэннер Коэн — Тимоти
- Уэнди Роби — мисс Тэббит, учитель литературы
- Джуди Маклэйн — Донна, мать Тимоти
- Зельда Уильямс — Фрэнки
- Джилл Ларсон — Нора
- Рики Голдман — Макс
- Натаниэль Дэвид Беккер — Джонатан
- Кристиан Столте — Дрискилл, тренер
- Дэвид Дарлоу — доктор Лоуренс Беллинджер
- Паркер Крофт — Купер
- Йони Соломон — Брэдли
- Коллин Скемп — Бэки
- Брэд Букаускас — Коул
- Майкл Харгров — отец Генри

## Музыкальные номера
1. «Oh Timothy» — Джонатан
2. «Pity» — Фрэнки
3. «Audition» — Тимоти
4. «Be As Thou Wast Wont» — Тимоти и Мисс Тэббит
5. «He’s Gay» — Фрэнки
6. «Were the World Mine» — Тимоти и Джонатан
7. «The Course of True Love» — Тимоти, Фрэнки, Макс, Нора, Дана и Купер
8. «All Things Shall Be Peace» — Мисс Тэббит и Тимоти
9. «Sleep Sound» — Тимоти
10. «Pyramus and Thisby» — Фрэнки и Купер

Альбом с саундтреками выпущен на CD лейблом PS Classics 11 ноября 2008 года. В фильме звучат несколько песен, не включённые в альбом от PS Classics: «Relax, Take It Easy» в исполнении Мики, «The Magic Position» в исполнении Патрика Вульфа и «Cock Star» — The Guts в исполнении Тэннера Коэна.

## Награды
Фильм получил следующие награды:
| Награды                                                    | Награды | Награды                   | Награды                                                                | Награды                                            |
| ---------------------------------------------------------- | ------- | ------------------------- | ---------------------------------------------------------------------- | -------------------------------------------------- |
| Фестиваль / Премия                                         | Год     | Награда                   | Категория                                                              | Победитель                                         |
| ЛГБТ-кинофестиваль в Филадельфии                           | 2008    | Специальная награда       | Премия режиссёрам-дебютантам                                           | Том Густафсон                                      |
| Кинофестиваль в Нешвилле                                   | 2008    |                           | Лучший ЛГБТ художественный фильм Лучшая музыка                         | Том Густафсон Джессика Фогл, Тим Сэндаски          |
| ЛГБТ-кинофестиваль в Коннектикуте                          | 2008    |                           | Лучший режиссёр                                                        | Том Густафсон                                      |
| Кинофестиваль гей и лесби фильмов в Форт-Уорте             | 2008    | Приз жюри                 | Лучший фильм                                                           | Том Густафсон                                      |
| Кинофестиваль в Гонолулу                                   | 2008    | Adam Baran Rainbow Award  | Лучший игровой фильм                                                   | Если бы весь мир был моим                          |
| Outflix Film Festival                                      | 2008    | Приз жюри                 | Лучший художественный фильм                                            | Если бы весь мир был моим                          |
| Кинофестиваль во Флориде                                   | 2008    | Приз зрительских симпатий | Лучший игровой фильм                                                   | Том Густафсон                                      |
| Международный ЛГБТ-кинофестиваль в Турине                  | 2008    | Приз зрительских симпатий | Лучший игровой фильм                                                   | Том Густафсон                                      |
| Международный кинофестиваль в Роут-Айлэнде                 | 2008    | Приз зрительских симпатий |                                                                        | Том Густафсон                                      |
| ЛГБТ-кинофестиваль в Индианаполисе                         | 2008    |                           | Лучший на фестивале                                                    | Том Густафсон                                      |
| Кинофестиваль «Аутфест» в Лос-Анджелесе                    | 2008    | Премия большого жюри      | Лучшее исполнение                                                      | Том Густафсон                                      |
| ЛГБТ-кинофестиваль в Сиэтле                                | 2008    | Премия жюри               | Лучший режиссёр Лучший режиссёр-дебютант                               | Том Густафсон Том Густафсон                        |
| Международный ЛГБТ-кинофестиваль в Тампе                   | 2008    | Приз зрительских симпатий | Лучший актёр Лучшая актриса Лучший сценарий Лучший исполнитель-мужчина | Тэннер Коэн Уэнди Роби Том Густафсон Том Густафсон |
| Кинофестиваль в Вудстоке                                   | 2008    |                           | Лучший монтаж                                                          | Дженнифер Лилли                                    |
| Toronto Inside Out Lesbian and Gay Film and Video Festival | 2008    | Приз зрительских симпатий | Лучший художественный или видеофильм                                   | Том Густафсон                                      |

## Факты
- Томас Густафсон в 2003 году снял короткометражный фильм «Феи» (англ. Fairies), ставший прообразом фильма «Если бы весь мир был моим». Роль мисс Тэббит в этой короткометражке также исполняет Уэнди Роби[4]
- Фильм «Если бы весь мир был моим» был снят всего за 4 недели в районе Чикаго
- Диалоги героев фильма содержат оригинальный и адаптированный текст комедия Уильяма Шекспира «Сон в летнюю ночь».[5]
- Подбирая исполнителя роли Тимоти, создатели фильма обратили внимание на актёров из «Классного мюзикла», агенты которых отвечали, что никогда и никоим образом их клиенты «не будут играть геев или сниматься в фильме о геях». Тогда решили провести свой собственный кастинг в Чикаго, Лос-Анджелесе и Нью-Йорке и нашли Тэннэра Коэна, который, по словам Томаса Густафсона, сыграл Тимоти так, как это не смогла бы сделать ни одна из пустых звёзд «Классного мюзикла»[6].
- Слово «fairy» с английского может быть переведено, как «эльф» и как «гомосексуал»[7], отсюда и диалог матери Тимоти с темнокожей женщиной[8]:

— Мой сын? Он Эльф.
— Эльф?
— Да, в пьесе.
— О … [Смеётся]
— Ну, и в реальной жизни тоже.
Оригинальный текст (англ.)— My son? He's a fairy.
— A fairy?
— Yeah, in a play.
— Ohh... [laughing]
— Well, in real life too.

- Киноляп. Во время музыкального номера «All Things Shall Be Peace» в сцене под деревом Коул (в серой майке) стоит позади мисс Тэббит, в следующем кадре — спереди на коленях, а ещё через несколько мгновений снова сзади